# Сертификат типа (авиация)
Сертификат типа — документ, выданный государством разработчика, то есть государством, имеющим юрисдикцию над организацией-разработчиком воздушного судна,  авиационного двигателя или воздушного винта, для определения типовой конструкции воздушного судна (двигателя или винта) и подтверждения соответствия этой конструкции нормам лётной годности данного государства.

## Назначение, порядок выдачи
Сертификат типа предназначен для определения эталона типовой конструкции воздушного судна (двигателя или винта), который будет использоваться для контроля этих изделий при их  серийном производстве. При проведении сертификационных работ государство разработчика использует сертификационный базис, содержащий только применимые к данному объекту сертификации требования к лётной годности. Сертификационный базис может включать специальные условия лётной годности, условия подтверждения эквивалентного уровня безопасности и/или освобождения от требований в случае определения государством их применимости к данной типовой конструкции. Исключение/освобождение от выполнения некоторых требований стандартов лётной годности и/или охраны окружающей среды основывается на условии отсутствия негативного влияния на безопасность полётов. 
Помимо сертификата типа могут выдаваться иные сертификаты соответствия, например, сертификат типа по шуму на местности. Кроме того, конкретный экземпляр воздушного судна сертифицированной типовой конструкции должен получить также сертификат лётной годности, выдаваемый уполномоченным органом государства регистрации этого воздушного судна.
Организацией, ответственной за соответствие типовой конструкции сертификационному базису на протяжении всего срока эксплуатации воздушных судов данного типа, является организация - держатель сертификата типа (или её правопреемник).

## Агентства по сертификации
- Росавиация
- Федеральное управление гражданской авиации США (FAA)
- Европейское агентство авиационной безопасности (EASA), JAA
- Госавиаслужба
- CAAC
- Министерство гражданской авиации Индии[англ.]
- Национальное агентство гражданской авиации Бразилии
- CASA (англ.)
- Список других агентств